# Kropenatec jetelový
Kropenatec jetelový (Chiasmia clathrata) je druh motýla z čeledi píďalkovití (Geometridae). Patří mezi běžné druhy denních píďalek v České republice. Vyskytuje se na loukách, pastvinách a okrajích lesů. Larvy se živí rostlinami z čeledi bobovité (Fabaceae) a mořenovité (Rubiaceae), zejména jetelem (Trifolium) a svízelem (Galium).
Druh popsal Carl Linné v roce 1758 pod názvem Phalaena clathrata. Později byl zařazen do rodu Chiasmia. Fylogenetická studie z roku 2011 potvrdila příslušnost rodu Chiasmia k tribu Macariini na základě molekulární analýzy vybraných druhů píďalkovitých.

## Popis
Chiasmia clathrata je malý až středně velký motýl s rozpětím křídel 20–25 mm. Křídla mají světlý základ (žlutavě bílý až krémový) s nápadnou hnědou mřížkovitou kresbou, což mu dává charakteristický vzhled. Barva a vzorování křídel jsou variabilní – některé formy mají tmavší křídla s rozmazanými liniemi, jiné mají zřetelnou mřížku na světlém podkladu.

### Housenka
Larva je zelená s podélnými bílými pruhy. Po stranách těla má silnější bílý pruh a na hřbetě tenké světlé linie. Vývoj housenek probíhá na živných rostlinách od června do září.

## Výskyt v Česku
Kropenatec jetelový je hojně rozšířený v celé České republice. Vyskytuje se na suchých i vlhčích loukách, pastvinách, mezích, křovinatých stráních a okrajích lesů. Často se objevuje také na neobhospodařovaných travnatých plochách.

## Rozšíření ve světě
Tento druh se vyskytuje v celé Evropě, od Středomoří po Skandinávii. Dále je rozšířen v Rusku, Kazachstánu, Číně, Koreji a Japonsku. Objevuje se také v severní Africe a na Blízkém východě.

## Životní cyklus
Dospělci létají přes den, ale mohou být aktivní i za soumraku.

## Podruhy
Podle taxonomických databází a odborné literatury existují následující podruhy:
- Chiasmia clathrata clathrata (nominotypický poddruh)
- Chiasmia clathrata centralasiae (Krulikowski, 1911)
- Chiasmia clathrata djakonovi (Kardakoff, 1928)
- Chiasmia clathrata kurilata (Bryk, 1942)